# Плав (община)
Община Плав (чорн. Општина Плав/Opština Plav) — община/громада в Чорногорії. Адміністративний центр общини - місто Плав Населення становить близько 13 000 (2003). Загалом, ця громада вважається боснійським анклавом в межах Чорногорії.
Громада розташована в східній частині Чорногорії на північ від кордону з Албанією, у верхів'ях річки Лім, в історико-географічній області Санджак. Майже повністю займає територію північних схилів гірського пасма Проклетіє (так званих Північно-Албанських Альп) й охоплює довколішні території озера Плавське.

## Національний склад
Згідно з переписом населення країни, станом на 2003 рік:
| Етничні групи | Населення. | Процент  |
| ------------- | ---------- | -------- |
| боснійці      | 6.809      | 49,32 %  |
| албанці       | 2.719      | 19,69 %  |
| серби         | 2.613      | 18,92 %  |
| чорногорці    | 765        | 5,54 %   |
| інші групи    | 910        | 6,50 %   |
| Загалом       | 13.805     | 100,00 % |

## Населені пункти общини/громади
| - 'Богаїчі Bogajići' - Брезоєвиця Brezojevica - Велика Velika - Вишневе Višnjevo - Войно Село Vojno Selo - Вусаньє Vusanje - Горна Рженіца Gornja Rženica - Готі Hoti - Грнчар Grnčar - Гусіньє Gusinje - Дзюрічка Рієка Đurička Rijeka - Доля Dolja | - Досудже Dosuđe - Коленовичі Kolenovići - Крушево Kruševo - Мартиновичі Martinovići - Машниця Mašnica - Метег Meteh - Муріно Murino - Новшичі Novšіći - Плав Plav - Прнявір Prnjavor - Скіч Skić |